# Josh Murphy (giocatore di football americano)
Josh Murphy (...) è un ex giocatore di football americano e allenatore di football americano statunitense naturalizzato svedese che ha giocato nel ruolo di linebacker.
In precedenza ha giocato per tre diverse squadre universitarie statunitensi, per gli Örebro Black Knights e per gli Allgäu Comets.
È fratello gemello di Eric Murphy, anche lui giocatore dei Black Knights.

## Palmarès
- 1 SM-Final (Örebro Black Knights, 2021)